# Kleinstes Haus

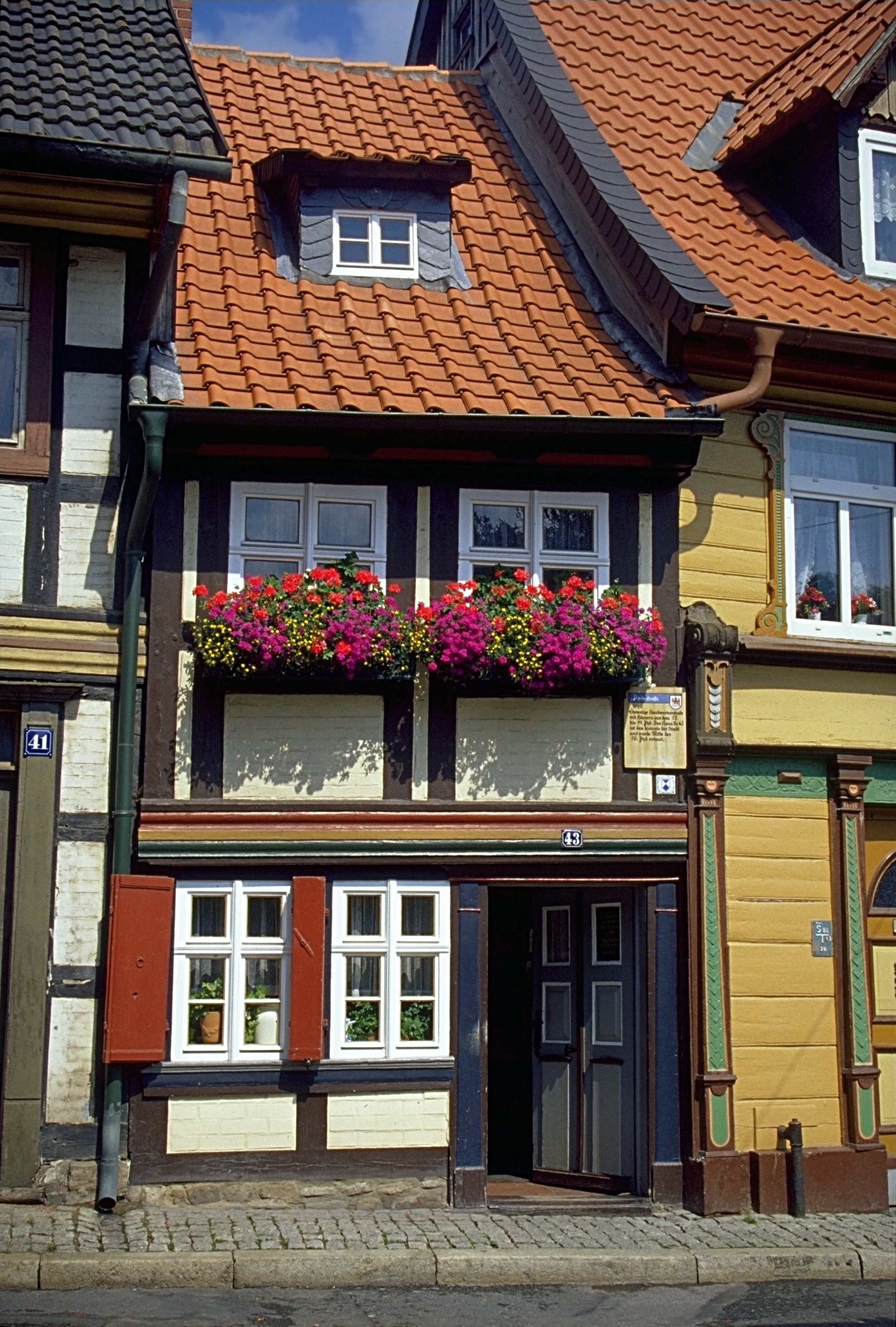
Museum „Kleinstes Haus“

Das Kleinste Haus der Stadt steht in Wernigerode und ist ein sozialgeschichtliches Kulturdenkmal. Es ist aufgrund seiner geringen Größe bekannt. Heute befindet sich darin ein kleines volkskundliches Museum.

## Geschichte
Es liegt in der Kochstraße 43 und wurde 1792 errichtet. Neben dem Rathaus und dem Schloss Wernigerode gehört es zu den bekanntesten Gebäuden der Stadt. Das Haus wurde nahe der ehemaligen Stadtmauer in einem ehemaligen Handwerkerviertel errichtet. Je näher die Bebauung damals der Stadtmauer lag, desto ärmer waren die Bewohner.
Die damaligen Bauherren des Hauses sparten sich die Giebelwände und zwängten das kleine Haus in eine 2,95 m breite Baulücke zwischen zwei Nachbarhäusern. Die Traufhöhe des Hauses beträgt 4,20 m, die Haustür ist lediglich 1,70 m hoch.
Im Erdgeschoss besteht das Haus aus einer Diele und einer Küche, der erste Stock besteht aus einem 9 m² großen Wohnraum und das darauf gesetzte Dachgeschoss enthielt den Schlafraum. Die Toilette befindet sich an der Rückseite eines kleinen Hofes, hinter dem Haus. Die Raumhöhen betragen maximal ca. 1,90 m.
Als Bewohner belegt sind Röhrenbohrer, Tuchmacher und Schuhmacher. Bis zu elf Personen sollen in dem Häuschen gleichzeitig gewohnt haben. Es war bis 1976 bewohnt. Das Haus gehört heute der Stadt Wernigerode.